# Stadion an den Oswitzer Friedhöfen
Le Stadion an den Oswitzer Friedhöfen est un ancien stade de football allemand situé dans la ville de Breslau (aujourd'hui Wrocław), à l'époque en Allemagne et aujourd'hui en Pologne.
Le stade, doté de 6 000 places et inauguré en 1920 puis fermé en 1945, servait d'enceinte à domicile à l'équipe de football du Breslauer FV 06.
Il porte le nom du cimetière d'Oswitz, situé près du terrain.